# 筑波技术短期大学
筑波技术短期大学（日语：／ Tsukuba Gijutsu Tankidaigaku *），简称技短，是过去一所位于日本茨城县筑波市的国立短期大学。

## 概要

### 简介
- 短期大学成立于1987年[1]。短期大学为于1990年开办[1]、由国立大学法人筑波技术短期大学经营。招生[注 4]从1990年到于2005年[2]、停办于2010年。为男女同校从开办。

### 历史
- 1990年 筑波技术短期大学成立并同时设置四个学科、以下列举[2]。
  - 设计学科
  - 机械工学科
  - 建筑工学科
  - 电子信息学科
    - 电子工学专攻
    - 信息工学专攻
- 1991年 三个学科成立、以下列举[2]。
  - 针灸学科
  - 物理治疗学科[注 3]
  - 信息处理学科
- 2005年 招生最后、次年停止招生（正式停办于2010年3月31日[2]）。

## 学校环境
- 天久保校园:茨城县筑波市天久保[注 1]
  - 设计学科
  - 机械工学科
  - 建筑工学科
  - 电子信息学科
    - 电子工学专攻
    - 信息工学专攻
- 春日校园:茨城县筑波市春日[注 2]
  - 针灸学科
  - 物理治疗学科[注 3]
  - 信息处理学科

## 历任校长
- 三浦功：第一代短期大学校长[3]。

## 组织

### 学科
- 设计学科
- 机械工学科
- 建筑工学科
- 电子信息学科
  - 电子工学专攻
  - 信息工学专攻
- 针灸学科
- 物理治疗学科[注 3]
- 信息处理学科

### 专科
| - 没有 |

### 业余课程
| - 没有 |

### 附属机关
| - 残疾人高等教育中心 - 附属诊疗所 - 信息处理通信中心：成立于1996年。 - 图书馆 |

## 知名校友
- 井口深雪：1998年冬季残疾人奥林匹克运动会冬季两项获得者、2006年冬季残疾人奥林匹克运动会获得者。

## 相关链接
- 日本短期大学列表
- 茨城大学工业短期大学部
- 筑波大学医疗技术短期大学部